# Choya (Gambia)
Choya ist eine Ortschaft im westafrikanischen Staat Gambia.
Nach einer Berechnung für das Jahr 2013 leben dort etwa 193 Einwohner, das Ergebnis der letzten veröffentlichten Volkszählung von 1993 betrug 165.

## Geographie
Choya in der Central River Region, im Distrikt Niamina West, liegt am linken Ufer des Gambia-Flusses. Der Ort liegt unmittelbar an der South Bank Road, zwischen Dalaba und Pakali Ba.